# 마암면
마암면(馬岩面)은 대한민국 경상남도 고성군에 있는 면이다. 마암면은 고성읍에서 13km, 동북쪽에 위치하여 동쪽은 회화면, 남쪽은 고성읍과 거류면, 서쪽은 대가면과 개천면, 북쪽은 구만면과 접하고 있으며 국도 제14호선(거제∼울산선)이 면의 남북을 횡단하고, 지방도 제1007호선(배둔∼문산선)이 면의 중심부를 관통하고 있어 교통이 편리하다. 화산리 성터와 성전리 성터가 있으며, 석마리 지석묘군이 있다. 서원은 수림서원, 도연서원, 위계서원이 있고, 민속자료로 지정된 석마리에 석마상이 있고, 지방기념물인 장산숲이 있으며 장산리의 허씨고가는 도지정문화재자료로 지정되어 있다.

## 연혁
마암면은 소가야 시대에는 곤의부곡과 발산부곡의 일부에 속하였으며, 1018년 고려 현종 9년에 고성현으로 개칭되면서 동마면과 서마면으로 나뉘며 석마리의 서쪽인 서마면은 11개 동리를 관할하였고, 석마리의 동쪽인 동마면은 10개 동리를 관할하였다. 1914년 3월 1일, 면을 통폐합할 때 동마면과 서마면을 병합하면서 화양면의 배둔 일부를 편입시켜 마암면으로 개칭하여, 10개 동리로 개편하였다. 1973년 7월 1일 좌연리를 개천면에 편입시켰으며, 1984년 8월 22일 두호리, 삼락리, 보전리, 화산리, 도전리, 장산리, 성전리, 신리, 석마리 등 9개 법정리 21개 행정마을에 51개 반으로 확정되었고, 1997년 12월 31일 9개 법정리, 17개 행정마을 41개반으로 통, 폐합되어 오늘에 이르고 있다.

## 법정리
- 두호리
- 삼락리
- 보전리
- 도전리
- 성전리
- 화산리
- 장산리
- 석마리
- 신리

## 교육
- 마암초등학교 (도전리)
- 삼락초등학교 (폐교) - 마암면 남해안대로 3325 (삼락리)